# TIM (marca)
TIM (acrônimo para Telecom Italia Mobile) é a marca do Gruppo TIM atuante no setor de telefonia celular e fixa na Itália e no Brasil.
Foi o primeiro operador a consolidar-se no mercado italiano e um dos primeiros a nível europeu neste domínio, originalmente com o sistema analógico TACS.
Até julho de 2015, a TIM estava associada apenas a serviços de telefonia celular. A partir de janeiro de 2016, com a chegada da nova identidade corporativa, tornou-se a marca única para todos os serviços e ofertas da Telecom Italia na área de telecomunicações.
Em número de clientes, a TIM é a segunda maior operadora de telefonia móvel na Itália depois da Wind Tre (30,4% do mercado: dados agregados da TIM e da subsidiária Kena Mobile em 30/06/2018), e a primeira em telefonia fixa (52% do mercado em 30/06/2018).
A TIM também é patrocinador oficial da Serie A desde 1998

## Organização no Brasil
A TIM Brasil era formada por três empresas: TIM Celular S.A., Intelig Telecom Ltda. e AES Atimus (esta última, comprada em 2000, do grupo AES Brasil), todas consolidadas como TIM S.A.. A companhia pertence à TIM Serviços e Participações S.A.. A holding brasileira, com sede na cidade do Rio de Janeiro, é subordinada à Telecom Itália Finance.

## Clientes
Em 31 de março de 2012 a TIM Itália contabilizou cerca de 41,6  milhões de clientes com 39,2% da quota do mercado. Já a TIM Brasil com 85,5 milhões de linhas ativas com cerca de 36% do mercado.